# Prononciation du norvégien
Pour plus d'information sur la langue norvégienne, rapportez-vous à l'article principal.
Ci-dessous se trouve la prononciation du norvégien, transcrite en symboles de l'Alphabet phonétique international.

## Consonnes
| b        | d         | f         | g         | h         | k         | kj, tj | l           | m           | n   | ng  | p   |
| -------- | --------- | --------- | --------- | --------- | --------- | ------ | ----------- | ----------- | --- | --- | --- |
| [b]      | [d]       | [f]       | [j, g]    | [h]       | [ç, k]    | [ç]    | [l]         | [m]         | [n] | [ŋ] | [p] |
| r        | rd        | rl        | rn        | rs        | rt        | s      | sj, sk, skj | sj, sk, skj | t   | v   |     |
| [r, ʀ] ʁ | [ɖ] ou ʁd | [ɭ] ou ʁl | [ɳ] ou ʁn | [ʂ] ou ʁs | [ʈ] ou ʁt | [s]    | [ʃ]         | [ʃ]         | [t] | [v] |     |

## Voyelles
| a   | å      | au   | æ    | e         | eg, ei |
| --- | ------ | ---- | ---- | --------- | ------ |
| [ɑ] | [ɔ]    | [æʉ] | [æ]  | [e, ɛ, æ] | [æi]   |
| i   | o      | ø    | øy   | u         | y      |
| [i] | [u, o] | [ø]  | [øɥ] | [ʉ, u]    | [y]    |